# فوهة ريسبيجي

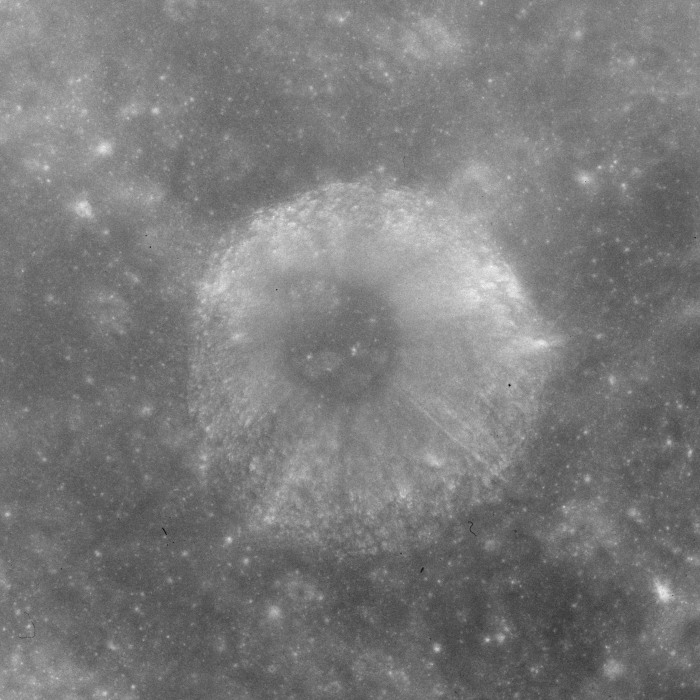
فوهة ريسبيجي من بعثة أبولو 15

فوهة ريسبيجي (2. 8°N 71.9°E) فوهة صدمية صغيرة الحجم تقع جنوب شرق فوهة دوبياجو، بالقرب من الحافة الشرقية لسطح القمر. يحدها من الشرق فوهة ليوفيل صغيرة الحجم.

## الوصف

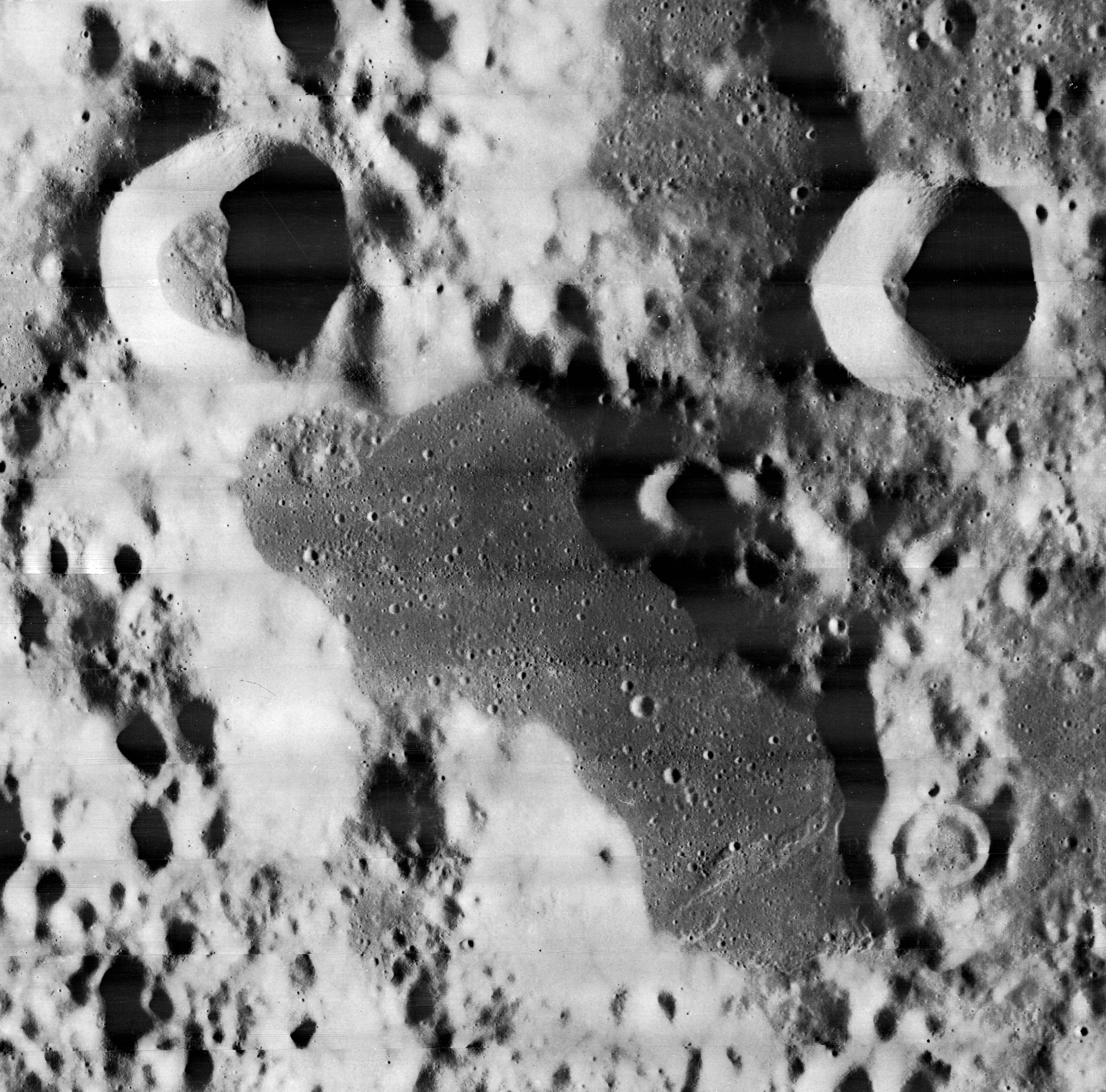
فوهة ريسبجي (أعلى اليسار)، فوهة ليوفيل (أعلى اليمين).

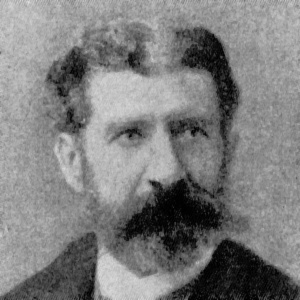
الرياضي وعالم الفلك الإيطالي لورينزو ريسبيغي (1824-1889)، والتي سميت الفوهة على اسمه.

للفوهة شكل دائري تقريبا مع حواف داخلية كلما إنحدرت كلما أصبحت داكنه أكثر. لا يوجد أي أثار واضحه تثبت تتعرف الفوهة للتآكل والتحلل من العوامل البيئة المحيطة. لكن توجد منطقة مسطحة قليلا في الجنوب. الحافة الجنوبية للفوهة متصلة تقريبا بفوهة ديبياجو بي. مكونا شكلا على هيئة فوهتين متصلتين مع وجود حمم بركانية في الجانب الجنوبي الشرقي.
يبلغ قطر الفوهة ما يقرب من 18 كم، بينما لم يتم تحديد عمقها حتى الآن، وعلى زاوية 289° من شروق الشمس. سميت الفوهة على اسم الرياضي وعالم الفلك الإيطالي لورينزو ريسبيغي (1824-1889) تخليدا لذكراه وتكريما له على مجمل أعماله.

## وصلات خارجية
- LTO-63D4 Respighi — L&PI خريطة طبوغرافية
- فوهات القمر
- جوله حول فوهات القمر -ناسا.